# Vates multilobata
Vates multilobata es una especie de mantis de la familia Mantidae.

## Distribución geográfica
Se encuentra en Brasil, Guayana Francesa y Venezuela.